# Újkér
Újkér is een plaats (község) en gemeente in het Hongaarse comitaat Győr-Moson-Sopron. Újkér telt 977 inwoners (2015).

## Afbeeldingen

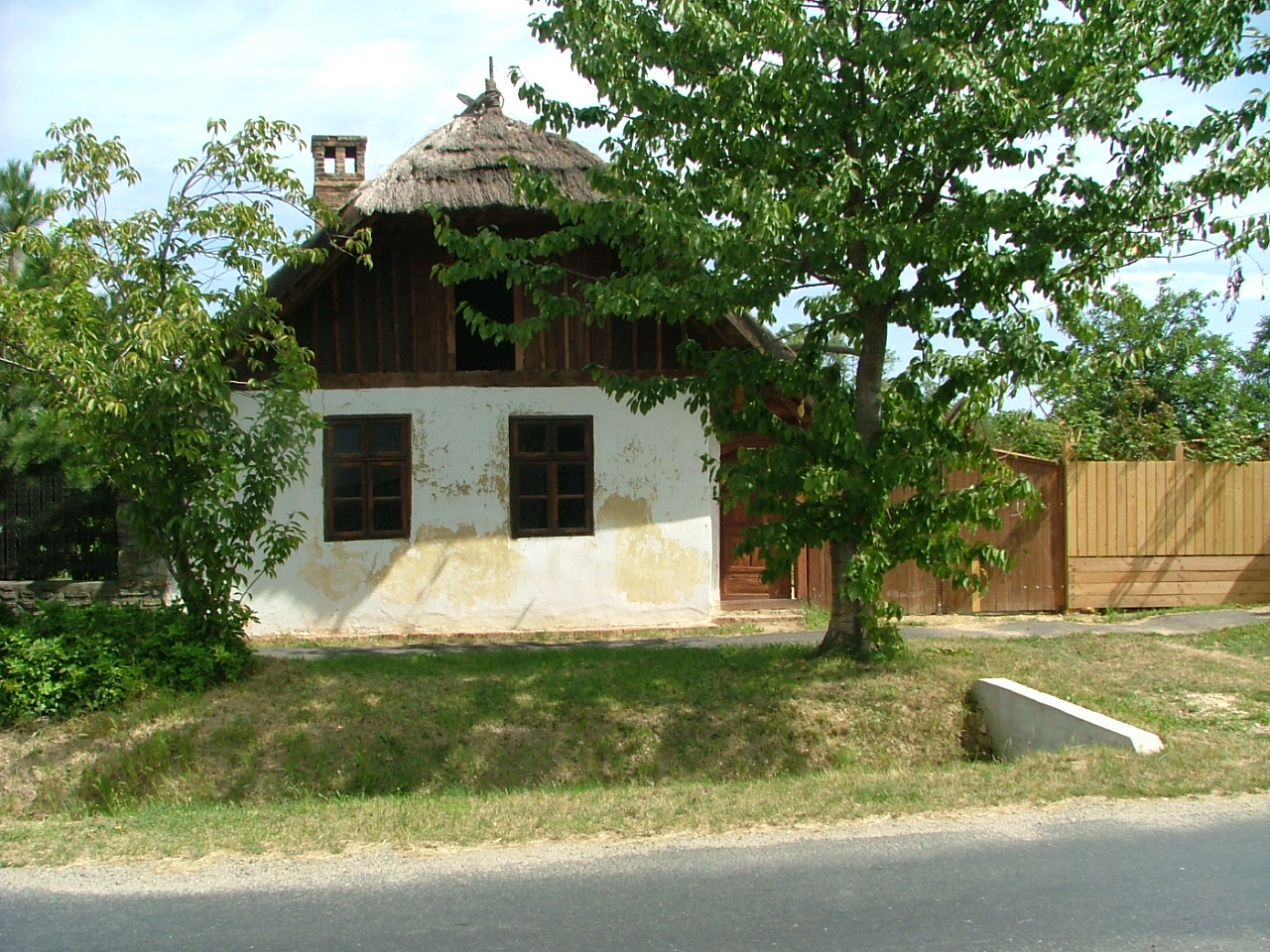
Oude boerderij
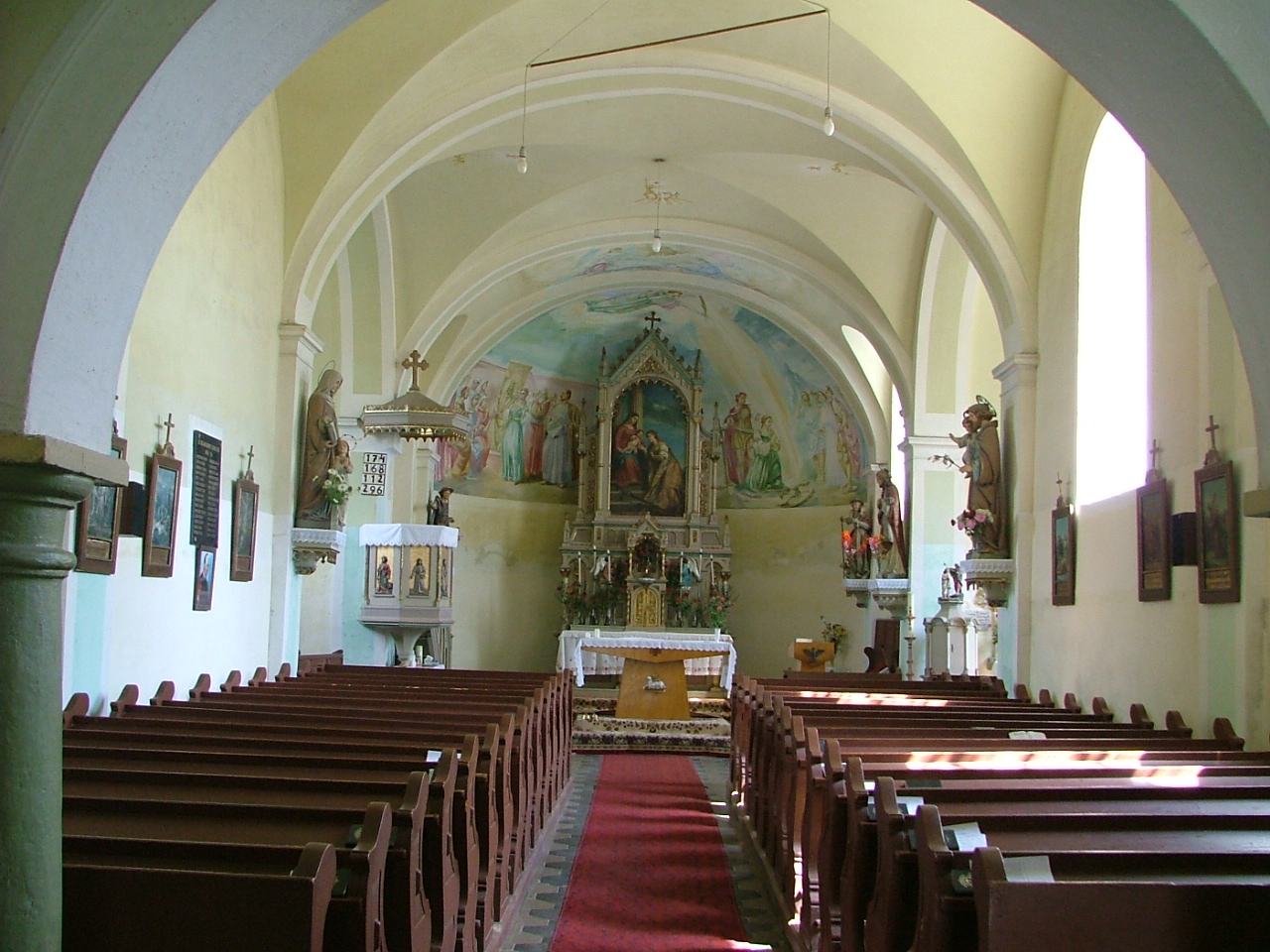
Interieur van de katholieke kerk